# Tuulikki Laesson
Tuulikki Laesson (* 19. März 1969 in Tallinn) ist eine estnische Schachspielerin. Sie trägt seit 1992 den Titel Internationaler Meister der Frauen (WIM).

## Leben
Tuulikki Laesson lernte das Schachspielen im Alter von sechs Jahren. Sie studierte in Tallinn und ist Juristin. Sie arbeitete von 1996 bis 2005 für das estnische Ministerium für Wirtschaft und Kommunikation und ist Leiterin einer Anwaltskanzlei in Tallinn.
Ihre Trainer waren bis 1982 Jevgeni Kaljundi, 1983 Iivo Nei und von 1984 bis 1987 Igor Rõtov und Rainer Raud.
Sie ist mit dem Journalisten Igor Rõtov verheiratet.

## Erfolge
Zweimal konnte sie die estnische Einzelmeisterschaft der Frauen gewinnen: 1993 und 1996 (jeweils in Tallinn). 1986 (in Tartu) und 1998 (in Tallinn) belegte sie den zweiten Platz, 1992 und 1997 (in Tallinn) den dritten Platz. Mit der estnischen Frauennationalmannschaft nahm sie zwischen 1992 und 2004 an fünf Schacholympiaden teil, unter anderem 1996 in Jerewan am Spitzenbrett, mit einem positiven Gesamtergebnis von 27,5 Punkten aus 46 Partien (+23 =9 −14). Vereinsschach spielte sie für den Verein CC Fellin / Eesti Telefon, mit dem sie 1997 den dritten Platz der estnischen Mannschaftsmeisterschaft erreichte.
Ihre Elo-Zahl beträgt 2210 (Stand: Dezember 2021), damit läge sie hinter Mai Narva und Margareth Olde auf dem dritten Platz der estnischen Elo-Rangliste der Frauen, sie wird jedoch als inaktiv geführt, da sie seit der estnischen Mannschaftsmeisterschaft im März 2007 keine Elo-gewertete Schachpartie mehr gespielt hat. Ihre bisher höchste Elo-Zahl war 2290 von Juli 1996 bis Juni 1997.